# All Star Batman and Robin the Boy Wonder
All Star Batman and Robin the Boy Wonder (em português: Grandes Astros: Batman & Robin) é uma série mensal de histórias em quadrinhos, originalmente publicada pela editora estadunidense DC Comics, distribuída no Brasil pela Editora Panini.
A proposta da série é a de que um time de grandes estrelas do mercado de quadrinhos dos EUA revisite o passado dos personagens que estrelam a revista em questão, nesse caso a de Batman.

## Primeiro arco
O primeiro arco é contado sob o ponto de vista de Robin, o Menino-prodígio. A revista é escrita pro Frank Miller e desenhada por Jim Lee.